# 新墨西哥州第三國會選區
新墨西哥州第三國會選區（英語：New Mexico's 3rd congressional district）是美国新墨西哥州的三個國會選區之一，始於1982年。範圍包括新墨西哥州北部，包括首府聖塔菲。2000年人口606,240人。
本區向來為民主黨的票倉。現任眾議員為德雷莎·雷格·斐迪南。